# Балада про гнучку кулю
«Балада про гнучку кулю» (англ. The Ballad of the Flexible Bullet) — повість американського письменника Стівена Кінга, вперше опубліковане в журналі «The Magazine of Fantasy & Science Fiction» у 1984 році. У 1985 оповідання увійшло до авторської збірки «Команда скелетів».
Назва повісті — посилання до віри оповідача в те, що божевілля це щось на кшталт «гнучкої кулі» — вона зрештою, вб'є вас, але ніхто не знає, як довго цей процес триватиме. Після публікації цієї повісті Кінг почав використовувати термін «гнучка куля» для опису божевілля у своїх творах.

## Сюжет
Головний герой — Генрі Вілсон, редактор журналу «Логанс». Він одержує поштою розповідь від письменника на ім'я Реєстр Торп. Між ними зав'язується листування.
Письменник з «Балади про гнучку кулю» вірить, що в його друкарській машинці живе форніт на ім'я Рекн, що допомагає йому писати, але боїться електромагнітних перешкод. Його видавець, бажаючи пожартувати над письменником, каже, що і в його друкарській машинці живе форніт. Незабаром видавець починає спиватися і знаходити послання від свого форніта, Белліса. В останньому повідомленні форніт видавця попереджає його, що форніта письменника хочуть убити. Письменник, дізнавшись про це, купує револьвер, щоб захистити форніта, і, коли того таки вбиває маленький хлопчик, письменник кінчає життя самогубством.